# Демократическая партия (Польша)
Демократическая партия (пол. Stronnictwo Demokratyczne, SD) — польская центристская политическая партия, основанная 15 апреля 1939 года. В период II мировой войны члены партии боролись с нацистами. В период Польской Народной Республики партия состояла в коалиции с правящей ПОРП и ОНП, имея десятки депутатов в Сейме ПНР каждого созыва. В современной Польше отдельные представители партии входили в состав Сейма по спискам других партий и объединений.

## История

### Создание
История партии началась в 1937 году, когда в Варшаве, а затем в Кракове, Лодзи, Львове, Вильнюсе, Катовицах, Сосновце, Бельско, Познани, Калише, Гдыне и других городах II Речи Посполитой возникали Демократические клубы, которые под конец 1937 года создали независимое общественное демократическое движение. Программа этих клубов была выражена в так называемой «Малой демократической декларации», принятой 16 октября 1937 года на заседании Демократического клуба в Варшаве. Клубы выступили против тогдашних авторитарных и националистических тенденций, встав в оппозицию к так называемой «Санации». Члены нового движения считали себя наследниками Польской демократической партии («Галицкие демократы»), действовавшей в Австро-Венгрии до 1918 года.
Антидемократическая политика властей и растущая угроза со стороны нацистской Германии способствовала ускорению принятия решения о создании новой политической партии, которая должна была представлять на политической арене демократическую интеллигенцию.
Решение о создании на базе общественного движения партии было принято 12 июня 1938 года на Конгрессе демократических клубов во Львове. 15—16 апреля 1939 года в Варшаве состоялся Национальный конгресс основателей (1-й съезд ДП). На нём была принята программа, которая предусматривала исцеление и развитие экономики (плановая экономика, свобода профсоюзов, национализация основных отраслей промышленности, аграрная реформа) и повышение уровня образования. Участники съезда высказаали протест против националистических и тоталитарных тенденций, а также против авторитарной санации. Также предлагалось модернизировать армию и расширить военный потенциал. Во главе партии стали Мечислав Михалович, политический и общественный деятель, врач-педиатр, и Николай Квасьневский, политик, вице-маршал Сената 4-го созыва (1935—1938). Неофициальным печатным органом новой партии стала газета «Чёрным по белому» (пол. Czarno na białym).

### Вторая мировая война
Во время Второй мировой войны многие члены партии вошли в состав организации «Борющаяся Польша» (пол. Polski Walczącej). В условиях немецкой оккупации демократы издавали журналы «Социально-политическая мысль» (пол. Myśl Społeczno-Polityczna), «Польский ежедневник» (пол. Dziennik Polski), «Борющаяся Польша» (пол. Polska Walcząca) и «Новые дороги» (пол. Nowe Drogi). В 1942 году, главным образом по инициативе активистов Демократической партии, был создан Совет помощи евреям и Организация общественной самообороны.
В 1943 году в руководстве партии произошёл раскол. Часть партийных лидеров объявили о признании польского правительства в изгнании
Польского подпольного государства и стали сотрудничать с Партией польской демократии во главе с Ромуальдом Миллером. В то же время, большая часть Демократической партии признали Польское подпольное государство и вместе с «Независимой Польшей», Польской демократической партией, Союзом восстановления Речи Посполитой, Союзом свободной Польши, «Борющейся Польшей», Союзом польских рабочих и Союзом профсоюзов работников умственного труда сформировали Демократический союз, который являлся частью Совета национального единства.
В 1945 году после освобождения Польши от нацистов, лидеры некоммунистического антинацистского сопротивления подверглись репрессиям. Евгениуш Чарновский, президент Демократического союза и член Совета национального единства, Станислав Михаловский, генеральный секретарь Организации общественной самообороны, и ещё 15 членов руководства Польского подпольного государства были арестованы НКВД, а затем депортированы в Москву и отданы под суд.

### После войны

#### В стране

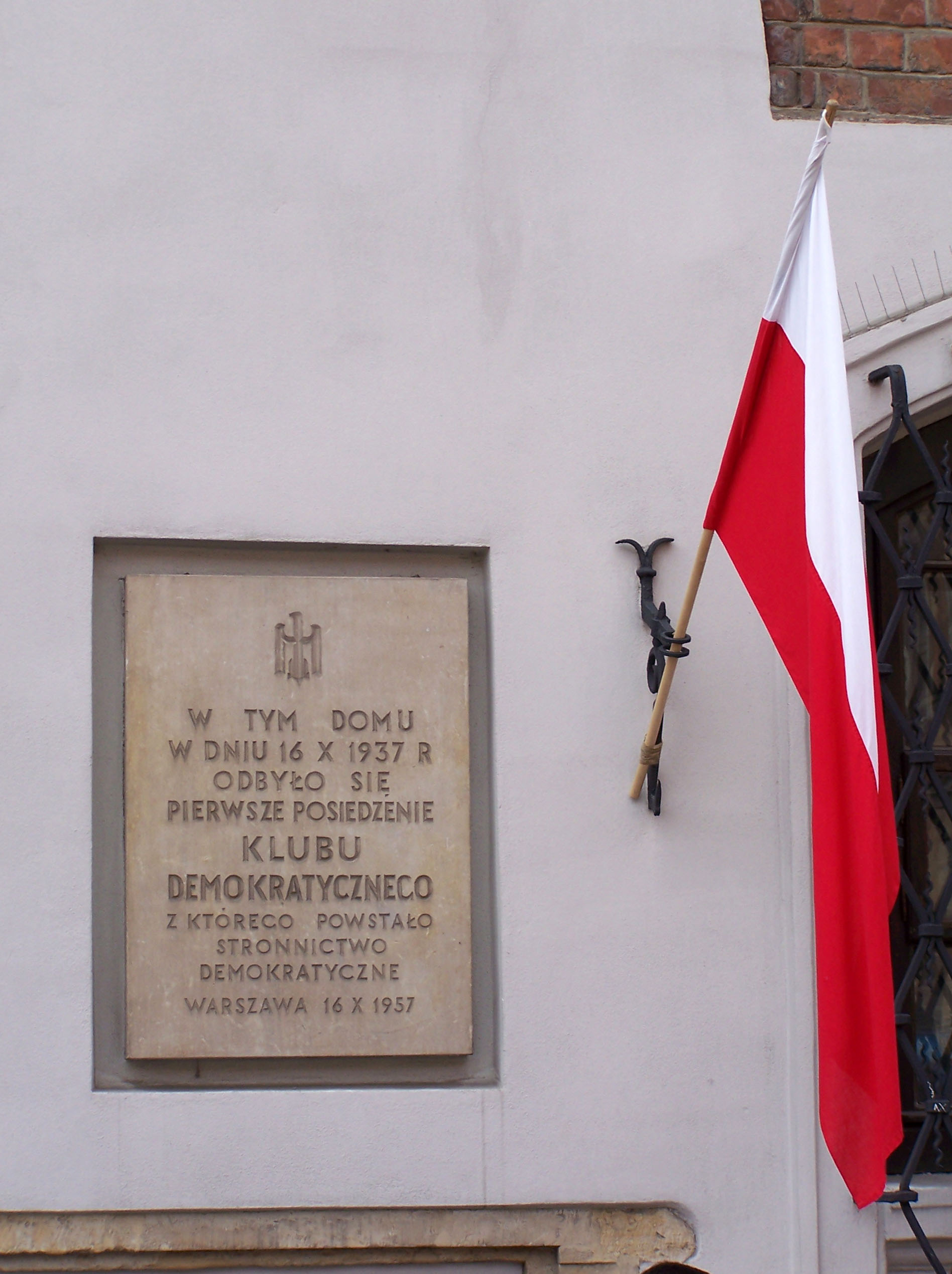
Мемориальная доска в честь 20-й годовщины Демократического клуба, размещённая на Доме князей Мазовецких на Рыночной площади в Варшаве

В августе 1944 года в районах, занятых Красной армией, «группа восстановления» (в которую вошли, в частности, писатель и журналист Винцентий Жимовский, учёный, писатель и художник Леон Хвистек, писатель и публицист Ян Кароль Венде, адвокат и публицист Леон Чайн, инженер Ян Рабановский и Зигмунт Соболевский) воссоздали Демократическую партию и вошли в структуру власти в качестве союзника Польской рабочей партии (как часть Демократического блока). Официальное возобновление легальной деятельности Демократической партии состоялось 18 августа 1944 года, когда в Люблине был создан Временный генеральный совет во главе с Винцентием Жимовским (на тот момент министром иностранных дел). 24 сентября 1944 года Временный генеральный совет принял «Декларацию Демократической партии», которую 28 сентября опубликовала ежедневная газета «Речь Посполита».
В Государственном национальном совете, созданном в Варшаве на конференции дружественных к СССР политических сил 31 декабря 1943 — 1 января 1944 года, Демократическую партию представляли 17 человек, а во Временном правительстве национального единства — два министра (Жимовский — министр иностранных дел, и Рабановский — министр коммуникаций).
В 1946 году Демократическая партия, несмотря на растущее влияние коммунистов из Польской рабочей партии, взяла на себя задачу защиты прав интеллигенции и ремесленников в коммунистической системе, выступала против, в частности, ликвидации независимого кооперативного движения и частной собственности в торговле. В 1946—1947 годах численность партии достигла 100 000 членов. Хотя партия и ориентировалась на интеллигенцию и ремесленников, среди её сторонников было немало и рабочих, партийные ячейки были созданы на многих промышленных предприятиях и шахтах (в том числе в Верхней Силезии, где активный приток рабочих в Демократическую партию поддерживался главой Провинциального совета Эдмундом Одоркевичем). Это вызвало панику в руководстве рабочей и социалистической партий, которых не устраивал рост влияния союзных партий, особенно среди рабочего класса. Было решено ограничить деятельность и размер партий. Подобная политика привела к тому, что руководство христианско-демократической Партии труда в 1950 году самораспустилась, рекомендовав своим членам вступить в Демократическую партию, что многие и сделали. Помимо новых членов, демократы получили в своё распоряжение газету Партии труда «Иллюстрированный польский курьер», ставший печатным органом Демократической партии. Депутаты, избранные по списку Партии труда, присоединились к парламентской фракции демократов.
Начиная с 1950 года в Польше складывается трёхпартийная система, в которой доминирующую роль играла просоветская Польская объединённая рабочая партия (ПОРП), а две остальные партии, Демократическая и Объединенная народная, де-факто признавали подчинённость коммунистам и были ограничены по количеству членов. В рамках этой трёхпартийной системы, демократы поочерёдно были членами Национального фронта (1952—1957), Фронта единства народа (1957—1983) и Патриотического движения национального возрождения (1983—1989). Демократическая партия поддерживала политику польских коммунистов в обмен на право действовать в ремесленных, торговых и интеллектуальных кругах. В то же время она приобрела символическое, но влияние на действия власти, будучи представлена в исполнительных и законодательных органах. Демократы занимали посты министров и депутатов, в частности, получая право провести своих представителей на должности вице-президенты президиумов советов на разных уровнях (позднее — вице-президенты городов и вице-президенты советов).
Несмотря на сильное давление со стороны ПОРП и спецслужб, Демократическая партия оставалась одной из немногих немарксистских партий в Восточном блоке и воспринималась частью населения как своего рода убежище демократической мысли, а также группа, в которую могли войти верующие. Она сотрудничала с близкими ей организациями в других социалистических странах, такими как Чехословацкая социалистическая партия, Либерально-демократическая партия Германии, Социал-демократическая партия КНДР и Демократическая партия Вьетнама.
Во время политического кризиса начала 1980-х годов, вызванного противостоянием правящей ПОРП и профсоюза «Солидарность», Демократическая партия предприняла некоторые попытки стать независимыми от ПОРП. В 1981 году на XII Съезде партии было предложено создать Государственный трибунал, Конституционный трибунал и должности Уполномоченного по гражданским правам, а также восстановить Сенат. Было также предложено, чтобы годовщина принятия Конституции 3 мая (которая ранее была «внутренним» праздником Демократической партии) стала государственным праздником. Часть этих требований были выполнены в 1980-х годах. После объявления «военного положения» Демократическая партия присоединилась к Патриотическому движению национального возрождения, председатель партии Эдвард Ковальчик был тогда заместителем премьер-министра в правительстве Ярузельского и поддержал введение «военного положения». Часть депутатов от демократической партии, в том числе Ханна Сухоцкая, голосовали против ограничения Солидарности.
В 1964 году было отпраздновано 25-летие Демократической партии.. 29 ноября 1984 года, к 45-летию партии был учреждён Знак «Заслуженному активисту Демократической партии», а в конце 1980-х годов — Медаль к 50-летию Демократической партии.

#### В эмиграции
После оккупации Польши в 1939 году часть членов Демократической партии оказались в изгнании, во Франции, Великобритании и США, где продолжали действовать. Среди лидеров демократов в изгнании были Станислав Ольшевский, Анджей Роснер, д-р Януш Брылински и Феликс Гадомский (США). В отличие от демократов, оставшихся в Польше, демократы-эмигранты не признали коммунистическое правительство. В январе 1946 года Станислав Ольшевский от имени партии подписал в Лондоне соглашение о вступлении в Совет польских политических партий вместе с представителями Национальной партии в изгнании, Польской социалистической партии в изгнании, Партии труда и Крестьянской партии. Партия поддержала правительство Томаша Арчишевского.
В 1950 году Демократическая партия вместе с Партией труда и сторонниками Станислава Миколайчика основала Польский национальный демократический комитет, который не признал польское правительство в изгнании. В 1954 году демократы вошли во Временный совет национального единства, политический орган польской эмиграции, созданный в июне 1954 года большинством польских эмигрантских групп, которые выступали за отставку президента Польши в изгнании Аугуста Залеского. Демократическая партия в изгнании была связана с Либерально-демократическим союзом Центральной и Восточной Европы, базирующимся в Нью-Йорке. Среди 16 представителей польской эмиграции в ACEN был и член Демократической партии.

### Круглый стол и «контрактный сейм»
Массовое забастовочное движение в Польше весной-летом 1988 года вынудили правящую ПОРП пойти на уступки. В феврале—апреле 1989 года в Варшаве прошли переговоры между властями Польской Народной Республики и оппозиционным профсоюзом «Солидарность», вошедшие в историю как «Круглый Стол». Они завершились соглашениями о релегализации «Солидарности» и политической реформе. Договорённости Круглого стола в конечном счёте привели к глубоким политическим и экономическим переменам в стране, демонтажу режима ПОРП, переходу Польши к демократии и рыночной экономике, возникновению Третьей Речи Посполитой.
Согласно решению Круглого стола в 1989 году прошли так называемые «полусвободные» выборы, по итогам которых был сформирован новый польский парламент. Согласно договорённостям ПОРП и «Солидарности», оппозиция в лице Гражданского комитета «Солидарности» получила право выставить своих кандидатов, но при этом 299 мест (65 %) в нижней палате (Сейме) резервировалось за ПОРП и её союзниками, а на альтернативной основе избирались только 161 депутат сейма и все 100 сенаторов. Из-за этой особенности формирования сейма он получил название «контрактный» или «договорной». Выборы в итоге завершились безоговорочной победой оппозиции и полным крахом ПОРП и её союзников. Уже в первом туре при явке более 62 % (высокий для ПНР показатель) около 60 % голосов получили кандидаты Гражданского комитета «Солидарность». Это означало 160 мандатов в сейме и 92 в сенате. Таким образом, уже первый тур предрешил победу «Солидарности». Т. н. «национальный список» — перечень кандидатов коммунистической ПОРП и лояльных коммунистам организаций — на альтернативных выборах подвергся полному разгрому. Власти могли рассчитывать лишь на те места в парламенте, которые резервировались по квоте.
По итогам выборов в «контрактный сейм» Демократическая партия получила всего 27 мандатов, оставшись без представителей в Сенате. Генерал Чеслав Кищак, назначенный новым премьер-министром президентом Войцехом Ярузельским, не смог сформировать правительство, так как Демократическая и Объединённая крестьянская партии разорвали многолетний союз с коммунистами и сформировали коалицию с «Солидарностью», что привело к власти первое в Польше за много лет демократическое правительство Тадеуша Мазовецкого. Демократов в правительстве представляли профессор Ян Яновский (заместитель премьер-министра и руководитель Управления научно-технического прогресса и реализации), Александр Мацкевич (министр внутреннего рынка) и Марек Кухарский (министр связи). Вице-маршалом сейма стала член Демократической партии была Тереза Добелиньская-Элишевская. В том же году, по инициативе Клуба депутатов Демократической партии было восстановлено традиционное название польского государства — «Речь Посполитая (Республика) Польска». Год спустя, также по инициативе демократов, был восстановлен герб довоенной Польши.

### Третья Речь Посполитая

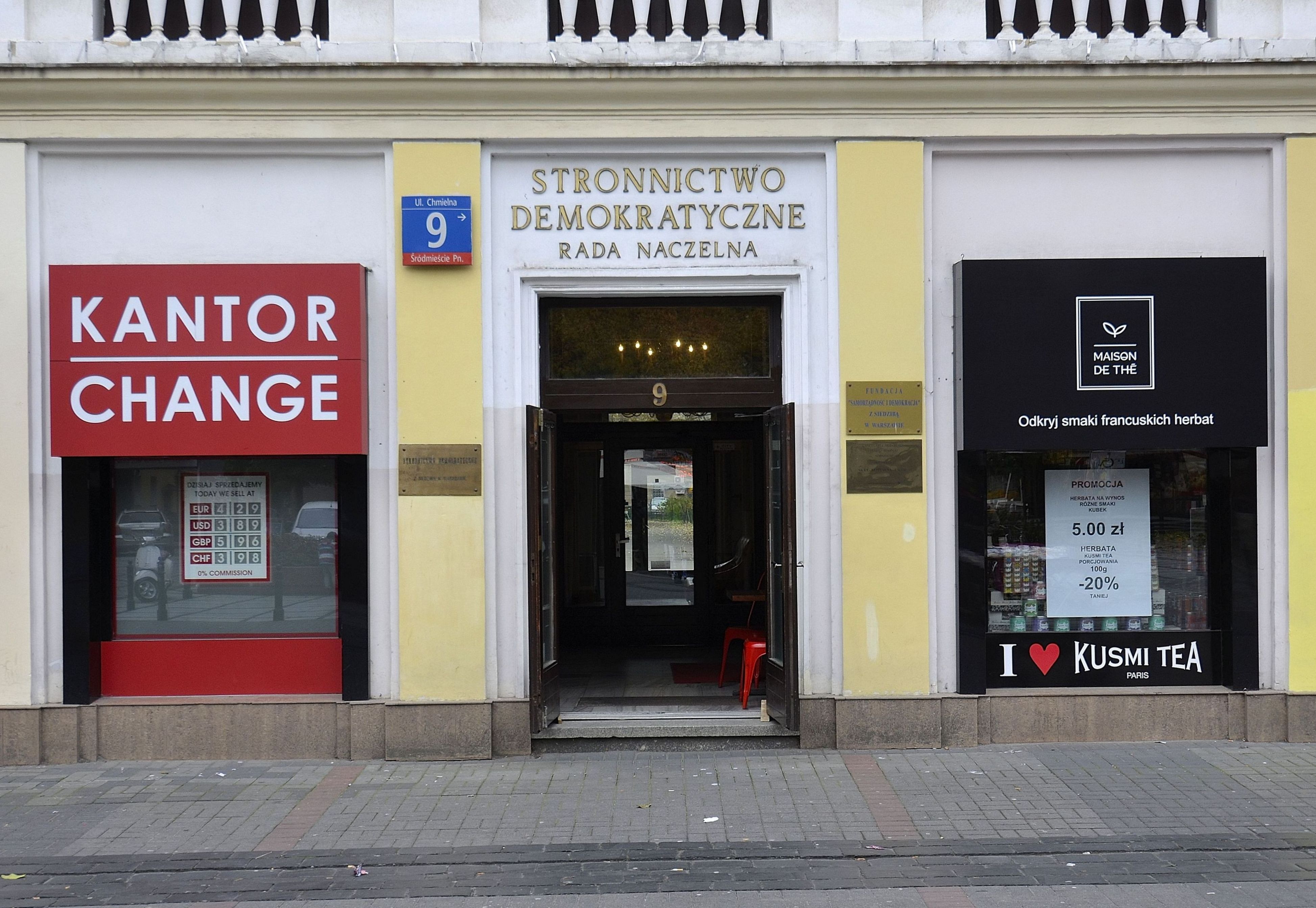
Штаб-квартира Демократической партии на ул. Хмелной 9 (ранее улица Рутковского)

Формирование многопартийной системы и споры о дальнейшей форме деятельности и политической линии демократов привели к тому, что многие активисты покинули партию. Среди них были реформаторы Демократический партии: историк и публицист Ежи Роберт Новак, депутат X Сейма (1989—1991) Тадеуш Бень, адвокат и депутат X Сейма Казимеж Мечислав Уяздовски, член Государственного Трибунала Пётр Винцорек и министр связи (1990—1991) Ежи Слезак.
На выборах в Сейм в 1991 году Демократическая партия, выступая в одиночку, смогла завоевать 1 мандат, который достался профессору Люблинского католического университета Яну Свитка. Партия практически не проявила себя как оппозиционная, в то же время став ареной внутреннего конфликта, который осенью 1993 года завершился изгнанием её лидера Рафала Шиманского.
В парламентских выборах в 1993 году демократы самостоятельно не участвовали, зато члены партии входили в списки коалиции Беспартийный блок поддержки реформ президента Леха Валенсы, Унии труда, Союза демократических левых сил, Польской крестьянской партии и Унии реальной политики. Всего в Сейм было избрано три члена Демократической партии, среди них 2 человека по списка Унии труда (Кшиштоф Вехець и Збигнев Зиск) и 1 по списку левых демократов (Казимеж Модзелевский), которые оставались членами партии в течение всего срока своих полномочий).
В 1996 году партия заключила соглашение с Унией Свободы, Народно-христианской партией, республиканцами и консерваторами о совместном участии в выборах 1997 года. В итоге в Сейме прошли два демократа, экономист и предприниматель Ян Климек и юрист Станислав Пильняковский (оба по списку Унии свободы). Несмотря на относительный успех, многие демократы были разочарованы альянсом с Унией Свободы, вместе с которой партия участвовала в выборах в местные органы власти. Начались переговоры между Яном Климеком и Народно-демократической партией, Унией труда и Польской народной партией.
На выборах президента в 2000 году Демократическая партия поддержала Александра Квасьневского, а затем присоединилась к избирательному альянсу Унии труда и Союза демократических левых сил для участия в выборах в Сейм 2001 года. В парламент был один представитель партии, её лидер Ян Климек. До конца своего срока Климек был членом парламентской фракции левых демократов, подав в итоге заявку на переизбрание по списку этой партии в 2005 году.
Разочарование неудачным альянсом с левыми в рядах активистов Демократической партии привело к смене лидера. С 2002 года председателем партии стал Анджей Арендарский (бывший президент Польской торговой палаты и министр внешнеэкономического сотрудничества в 1992—1993 годах). В выборах в Европейский парламент в 2004 году приняли участие несколько кандидатов от Демократической партии, которые баллотировались по списку Национального выборного комитета избирателей, не сумев преодолеть избирательный порог. В 2005 году Демократическая партия была инициатором и соучредителем правоцентристской коалиции Центральный выборный комитет, в которую также вошли Партия центра, Инициатива для Польши, Христианский национальный союз, Сообщество самоуправления, а также ряд социальных, профессиональных и экономических объединений. Коалиция приняла участие в парламентских выборах 2005 года (как Партия центра, не преодолела избирательный порог), а на выборах президента того же 2005 года вначале поддержала кандидатуру профессора-кардиохирурга Збигнева Релига (позднее снял свою кандидатуру), а затем присоединилась к кампании Дональда Туска из Гражданской платформы, который и одержал победу.
В парламентских выборах 2007 годаприняли участие несколько демократов по спискам Гражданской платформы, Польской крестьянской партии и коалиции «Левые и демократы». В результате в Сейм прошёл один член Демократической партии, мэр Глубчице Адам Крупа, который в середине срока своих полномочий перешёл в Гражданскую платформу.
В январе 2009 года к партии присоединился депутат Европарламента от Гражданской платформы Павел Пискорский. 21 февраля он стал новым председателем Демократической партии. 28 февраля Главный совет партии избрал новый состав правления, в которое, в том числе, вошли люди, присоединились к партии вместе с Пискорским, такие как адвокат и депутат Роберт Смоктунович, депутат Анджей Потоцкий и Ян Артымовский. В выборах в Европарламент 2009 года партия участвовала в рамках коалиции Соглашение для будущего — Левый центр, которая включала помимо Демократической партии также Зелёных 2004 и Социал-демократию Польши. Коалиция не смогла преодолеть избирательный порог.
В начале июля 2009 года три депутата Сейма от центристской партии Демократия.pl присоединились к Демократической партии, став её парламентским представительством. 10 июля Анджей Олеховский, бывший министр финансов (1992) и министр иностранных дел (1993—1995) Польши, возглавил совет по подготовке программ, хотя и не присоединился к партии.
По данным газеты «Rzeczpospolita», активы партии на июль 2009 года, которые могут быть проданы для покрытия расходов на избирательные кампании, варьировались от 65 миллионов злотых до 120 миллионов злотых. Согласно расчётам этой газеты, коммерческие деньги (120 млн злотых) могут покрыть расходы на девять президентских кампаний или четыре парламентские.

## Главы Демократической партии
- 1939—1940 — Мечислав Михалович[пол.]
- 1940—1942 — Станислав Венцковский
- 1942—1943 — Мечислав Билек[пол.]
- 1943—1944 — Ежи Маковецкий[пол.]
- 1944—1945 — Эразм Кулеша[пол.]
- 1945—1949 — Винцентий Жимовский[пол.]
- 1949—1956 — Вацлав Барциковский[пол.]
- 1956—1969 — Станислав Кульчинский
- 1969—1973 — Зыгмунт Москва[пол.]
- 1973—1976 — Анджей Бенеш[пол.]
- 1976—1981 — Тадеуш Витольд Млынчак[пол.]
- 1981—1985 — Эдвард Ковальчик[пол.]
- 1985—1989 — Тадеуш Витольд Млынчак[пол.]
- 1989—1990 — Ежи Юзвяк[пол.]
- 1990—1991 — Александр Мацкевич[пол.]
- 1991—1992 — Збигнев Адамчик[пол.]
- 1992—1993 — Рафал Шиманский[пол.]
- 1993 — Веслав Ковальчик (и. о.)
- 1993—1998 — Ян Яновский[пол.]
- 1998 — Марек Вечорекpl:Marek Wieczorek|[пол.]]] (и. о.)
- 1998—2002 — Ян Климек[пол.]
- 2002—2006 — Анджей Арендарский[пол.]
- 2006—2009 — Кшиштоф Горальчик[пол.] (и. о.)
- 2009—н. в. — Павел Пискорски[пол.]

## Выборы в Сейм ПНР
| Год  | Место  | Голоса                           | %                                | Мандаты   | +/-  | Лидер                  |
| ---- | ------ | -------------------------------- | -------------------------------- | --------- | ---- | ---------------------- |
| 1947 | ▬ 4-е  | как часть Демократического блока | как часть Демократического блока | 41 из 444 | —    | Винцент Ржимовский     |
| 1952 | ▲ 1-е  | как часть ФЕН                    | как часть ФЕН                    | 25 из 425 | ▲ 25 | Вацлав Барциковский    |
| 1957 | ▬ 3-е  | как часть ФЕН                    | как часть ФЕН                    | 39 из 459 | ▲ 14 | Станислав Кульчинский  |
| 1961 | ▬ 3-е  | как часть ФЕН                    | как часть ФЕН                    | 39 из 460 | ▬    | Станислав Кульчинский  |
| 1965 | ▬ 3-е  | как часть ФЕН                    | как часть ФЕН                    | 39 из 460 | ▬    | Станислав Кульчинский  |
| 1969 | ▬ 3-е  | как часть ФЕН                    | как часть ФЕН                    | 39 из 460 | ▬    | Станислав Кульчинский  |
| 1972 | ▬ 3-е  | как часть ФЕН                    | как часть ФЕН                    | 39 из 460 | ▬    | Зигмунт Москва         |
| 1976 | ▬ 3-е  | как часть ФЕН                    | как часть ФЕН                    | 37 из 460 | ▼ 2  | Анджей Бенеш           |
| 1980 | ▬ 3-е  | как часть ФЕН                    | как часть ФЕН                    | 37 из 460 | ▬    | Тадеуш Витольд Млынчак |
| 1985 | ▬ 3-е  | как часть ПДНВ                   | как часть ПДНВ                   | 35 из 460 | ▼ 2  | Тадеуш Витольд Млынчак |
| 1989 | ▼ 4-е  | как часть ПДНВ                   | как часть ПДНВ                   | 27 из 460 | ▼ 12 | Тадеуш Витольд Млынчак |
| 1991 | ▼ 14-е | 159 017                          | 1,4                              | 1 из 460  | ▼ 26 | Александр Мацкевич     |

## Члены партии
- Категория:Члены Демократической партии (Польша)